# 鈍川温泉
鈍川温泉（にぶかわおんせん）は、愛媛県今治市玉川町（旧国伊予国）にある温泉。

## 泉質
- 単純温泉

源泉温度22℃。「美人の湯」といわれる。源泉中のラドンの含有量が多い。温泉街の位置する鈍川渓谷は蒼社川支流木地川が花崗閃緑岩を刻んだ渓谷である。源泉は鈍川渓谷の岩隙より噴出している。

## 温泉街
鈍川渓谷に5軒の旅館が存在する。日帰り入浴施設は、「皆楽荘」、「鈍川せせらぎ交流館」が存在する。
温泉地には、温泉スタンドも設置されている。

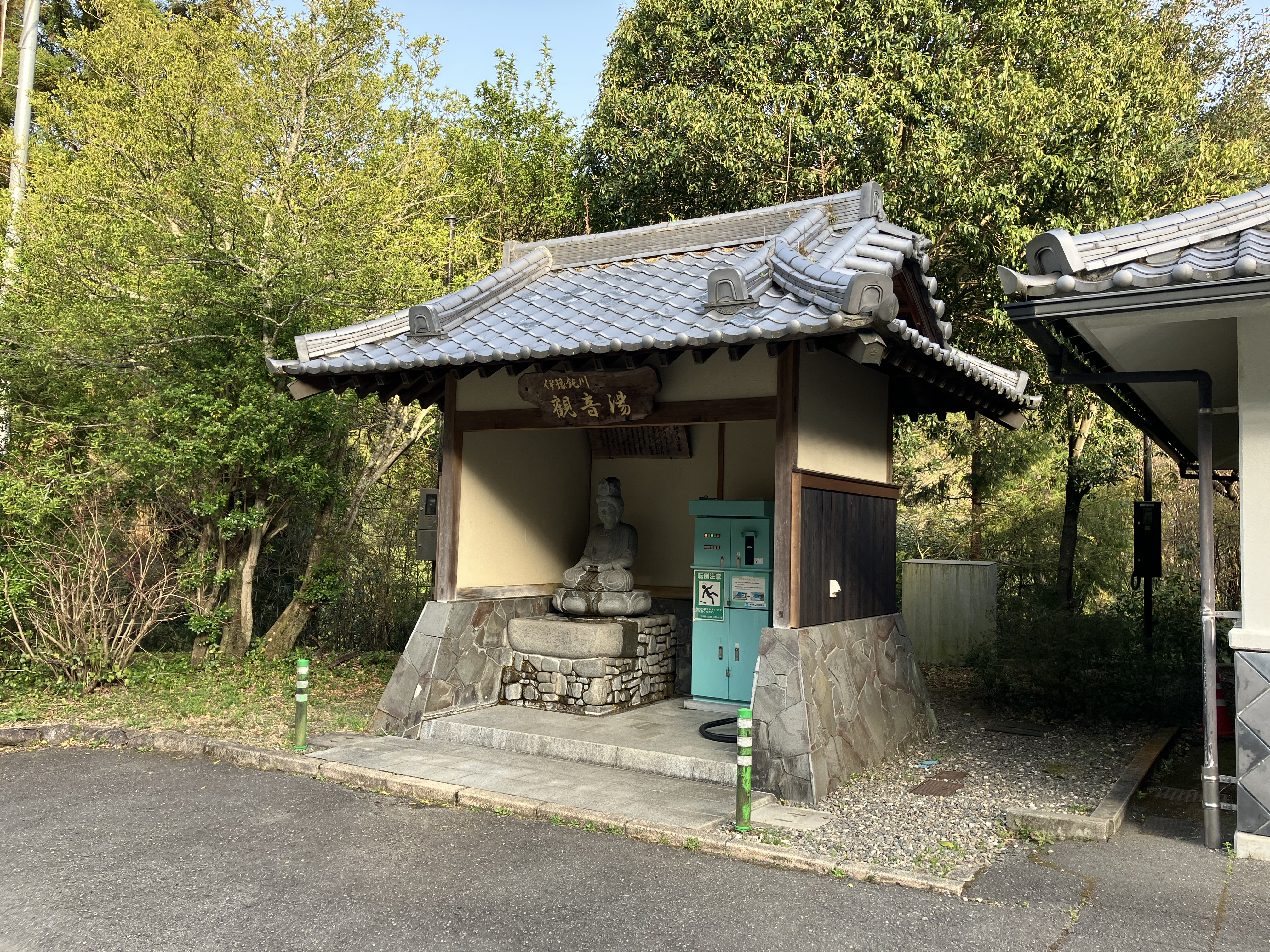
入口（2025年3月）

## 歴史
道後温泉、本谷温泉とともに伊予の三湯といわれた。
江戸時代は今治藩の湯治場であった。
明治2年（1869年）に今治藩知事久松定法により開発が進められたが、交通の不便からその後衰退し、さらに大正14年（1925年）にも地元有志らにより復興されたがやはり交通の不便から衰退した。昭和27年（1952年）には道路が整備され近代的建築の温泉街が整備され現在に至る。

## アクセス
- 鉄道：予讃線今治駅よりせとうちバスで約30分。